# Miller Ridge
Miller Ridge ist ein felsiger Gebirgskamm im ostantarktischen Mac-Robertson-Land. An der Nordseite der Athos Range in den Prince Charles Mountains ragt er 1,5 km östlich des Mount Seedsman auf.
Luftaufnahmen der Australian National Antarctic Research Expeditions dienten seiner Kartierung. Das Antarctic Names Committee of Australia benannte ihn nach Leslie D. Miller, Funker auf der Mawson-Station im Jahr 1964.